# Niptinus ovipennis
Niptinus ovipennis är en skalbaggsart som beskrevs av Henry Clinton Fall 1905. Niptinus ovipennis ingår i släktet Niptinus och familjen Ptinidae. Inga underarter finns listade i Catalogue of Life.